# Elaphidion clavis
Elaphidion clavis là một loài bọ cánh cứng trong họ Cerambycidae.